# فيضانات جنوب شرق إفريقيا 2015
فيضانات جنوب شرق أفريقيا تسببت الفيضانات التي وقعت في جنوب شرق أفريقيا والمتصلة جزئيًا بالإعصار بانسي والعاصفة الاستوائية تشدزا، في مقتل ما لا يقل عن 176 شخصًا في ملاوي، و86 في موزامبيق، و46 على الأقل في مدغشقر على مدار أسبوع، مع فقدان المئات. ذكر نائب رئيس مالاوي سولوس شيليما أن أكثر من 200 ألف شخص في مالاوي نزحوا بسبب الفيضانات. ونزح ما مجموعه 400.000 أفريقي، وأعلن عن فقدان 153 شخص.
بدأت الفيضانات في 14 يناير 2015، وانتهى مع نهاية ذات الشهر. بسبب الفيضانات أصبحت التربة في بعض المناطق أكثر من مشبعة وتسببت في الانهيارات الأرضية، مما أدى إلى المزيد من الوفيات. سجلت الأمطار في جنوب شرق أفريقيا أعلى بنسبة 150٪ من المعتاد، حيث غمرت الفيضانات ما يقرب من 63,000 هكتار. من خلال سنوات من البحث، يقال إن أفريقيا قد أظهرت نمطًا معقدا من الأمطار، مما تسبب في الجفاف والفيضانات في نفس الموسم. ويمكن أن يعزى جزء كبير من الأضرار الناجمة عن موسم الأمطار 2014-2015 إلى آثار ظاهرة النينيو.

## الفيضان حسب البلد

موقع مدغشقر في أفريقيا

موقع مالاوي في أفريقيا

موقع موزنبيق في أفريقيا

موقع زمبابوي في أفريقيا